# Dôme de Saint-Pierre de Rome
Le dôme de Saint-Pierre, ou coupole de Saint-Pierre, forme le toit de la croisée du transept de la basilique Saint-Pierre au Vatican.
C'est l'un des plus grands toits en maçonnerie jamais construits. Il a un diamètre intérieur d'environ 42 mètres et porte la hauteur totale de la basilique, de la base au sommet de la lanterne, à plus de 130 mètres. Ses formes, expression de la transition de l'architecture de la Renaissance à l'architecture baroque, reflètent en grande partie le projet de Michel-Ange Buonarroti, qui y travailla jusqu'à l'année de sa mort, survenue en 1564.
Le dôme de Saint-Pierre constitue également l'un des symboles les plus célèbres de la ville de Rome, où il est communément appelé « il Cupolone » en dialecte romain, ainsi que l'un des points les plus panoramiques de la ville, avec une vue à 360 degrés sur toute la Cité du Vatican et presque tous les quartiers du centre historique de Rome.

## Histoire

### Le projet
Au début du XVIe siècle, le pape Jules II décrète la reconstruction de la basilique Saint-Pierre au Vatican, confiant le projet à l'architecte Donato Bramante. Bramante n'a pas laissé un seul projet définitif pour la basilique, mais il est communément admis que ses idées originales prévoyaient un plan révolutionnaire en croix grecque (une référence idéale aux premiers martyriums du christianisme), caractérisé par une grande coupole hémisphérique placée au centre du complexe. Cette configuration peut être déduite, en partie, de l'image imprimée sur une médaille de Caradosso frappée pour commémorer la pose de la première pierre du temple le 18 avril 1506, et surtout d'un dessin que l'on croit autographe, appelé « plan en parchemin », dans lequel la recherche d'un équilibre parfait entre les parties a conduit l'architecte lui-même à omettre même l'indication du maître-autel, signe clair que les idéaux de la Renaissance avaient également mûri au sein de l'Église.
Les travaux se poursuivirent sans interruption jusqu'à la mort du pontife en 1513, avec la construction de la croix centrale. Avec le successeur de Jules II, le pape Léon X de Medici, quelques modifications ont été apportées par Raffaello Sanzio, d'abord en collaboration avec Fra Giocondo, puis en tant qu'architecte en chef de l'ensemble de la construction. À la mort de Raphaël en 1520, les travaux furent poursuivis par Antonio da Sangallo le Jeune avec l'aide de Baldassarre Peruzzi, mais subirent plusieurs ralentissements. À partir de 1539, Sangallo est occupé à préparer un modèle colossal en bois pour illustrer son projet jusque dans les moindres détails, qui est alors une synthèse entre un plan en croix grecque et un plan en croix latine, avec une coupole en arc surélevé, avec un double tambour, couronné par une lanterne montante.
En 1543, Sangallo achève la construction des écoinçons de l'imposte du tambour. Après Sangallo, décédé en 1546, la direction des travaux est reprise par Michel-Ange, alors âgé de soixante-dix ans, qui, exprimant un avis fortement négatif sur l'œuvre de son prédécesseur, met en œuvre une série de mesures opportunes, mais stratégiques, des démolitions afin de revenir à un plan centré plus proche de la conception originale.
L'histoire du projet de Michel-Ange est illustré par une série de documents de construction, de lettres, de dessins de Michel-Ange Buonarroti lui-même, mais aussi d'autres artistes, de fresques et de témoignages de contemporains, comme Giorgio Vasari. Malgré cela, les informations pouvant être obtenues se contredisent souvent. La raison principale réside dans le fait que Michel-Ange n'a jamais élaboré de projet définitif pour la basilique vaticane, préférant procéder par parties. Cependant, après la mort de Michel-Ange, plusieurs gravures furent imprimées pour tenter de restituer une vision globale du dessin conçu par l'artiste toscan, parmi lesquelles celles d'Étienne Dupérac, qui s'imposèrent immédiatement comme les plus répandues et les plus acceptées. Pour le plan de Bramante, avec une croix majeure flanquée de quatre croix mineures, Michel-Ange a remplacé une croix centrée sur un déambulatoire carré, simplifiant ainsi la conception de l'espace intérieur. De cette manière, le point d'appui du nouveau projet est devenu le dôme hémisphérique, en quelque sorte inspiré, dans la conception de la double calotte, de celui conçu par Filippo Brunelleschi pour la cathédrale florentine de Santa Maria del Fiore.
Un dessin conservé à la Casa Buonarroti (inv. 31 A), antérieur aux années 1554-1555, constitue le premier témoignage du projet de Michel-Ange pour le tambour à coupole. Ce dessin était probablement destiné à la création d'une maquette en bois. Bien qu'il ne présente qu'une partie de la section du tambour, il suggère la présence de pilastres internes, d'oculi et, à l'extérieur, d'un système d'éperons radiaux qui se terminent par une série de colonnes appariées. Cette étude est liée à celle conservée au Cabinet des Dessins du Palais des Beaux-Arts de Lille, qui montre, outre la coupe de la coupole, un dessin de l'élévation du tambour, avec oculi circulaires, colonnes jumelées et une haute corniche ornée de statues. La présence d'oculi et de colonnes jumelées démontrerait un lien étroit et ininterrompu entre l'œuvre de Michel-Ange et celle de Brunelleschi : cette solution rappelle en effet une proposition antérieure (inv. 50A recto conservé à la Casa Buonarroti) formulée par Michel-Ange entre 1519 et 1520 pour l'achèvement du tambour du dôme de Santa Maria del Fiore.
L'idée des oculi fut définitivement abolie bien avant 1557-1558, lorsque Michel-Ange commanda une maquette en bois du dôme (précédée d'une étude en argile de 1556), avec un tambour caractérisé par des fenêtres travées. La présence de pignons courbes au lieu d'alternés constitue la principale différence entre ce modèle et la construction réelle, ainsi que la démonstration que le projet du dôme a été plein de doutes et de nombreuses modifications pendant la construction. Le modèle, qui existe toujours, a cependant été créé alors que les travaux sur le tambour avaient déjà commencé et a probablement subi des modifications ultérieures qui ont altéré son aspect d'origine. Cela n’aide donc pas à comprendre les véritables intentions de Michel-Ange. En outre, celui-ci s'était réservé le droit d'apporter des modifications à la structure de l'ensemble de la basilique, pour lesquelles aucun projet définitif ne nous est parvenu. Par conséquent, la présence d'un modèle ne devait pas être considérée comme strictement contraignante pour la réalisation des travaux.
Il est également possible d'émettre l'hypothèse que le modèle possédait également deux calottes (une interne et une externe) de forme parfaitement hémisphérique, similaires à celles reproduites dans les gravures d'Étienne Dupérac. Vers la fin du XVIe siècle, le projet est modifié par Giacomo Della Porta et Domenico Fontana, qui créent une coupole à arc surélevé pour tenter de lui donner une plus grande visibilité et de réduire en même temps l'inclinaison latérale causée par des poussées générées par la taille énorme de la structure.

### La construction

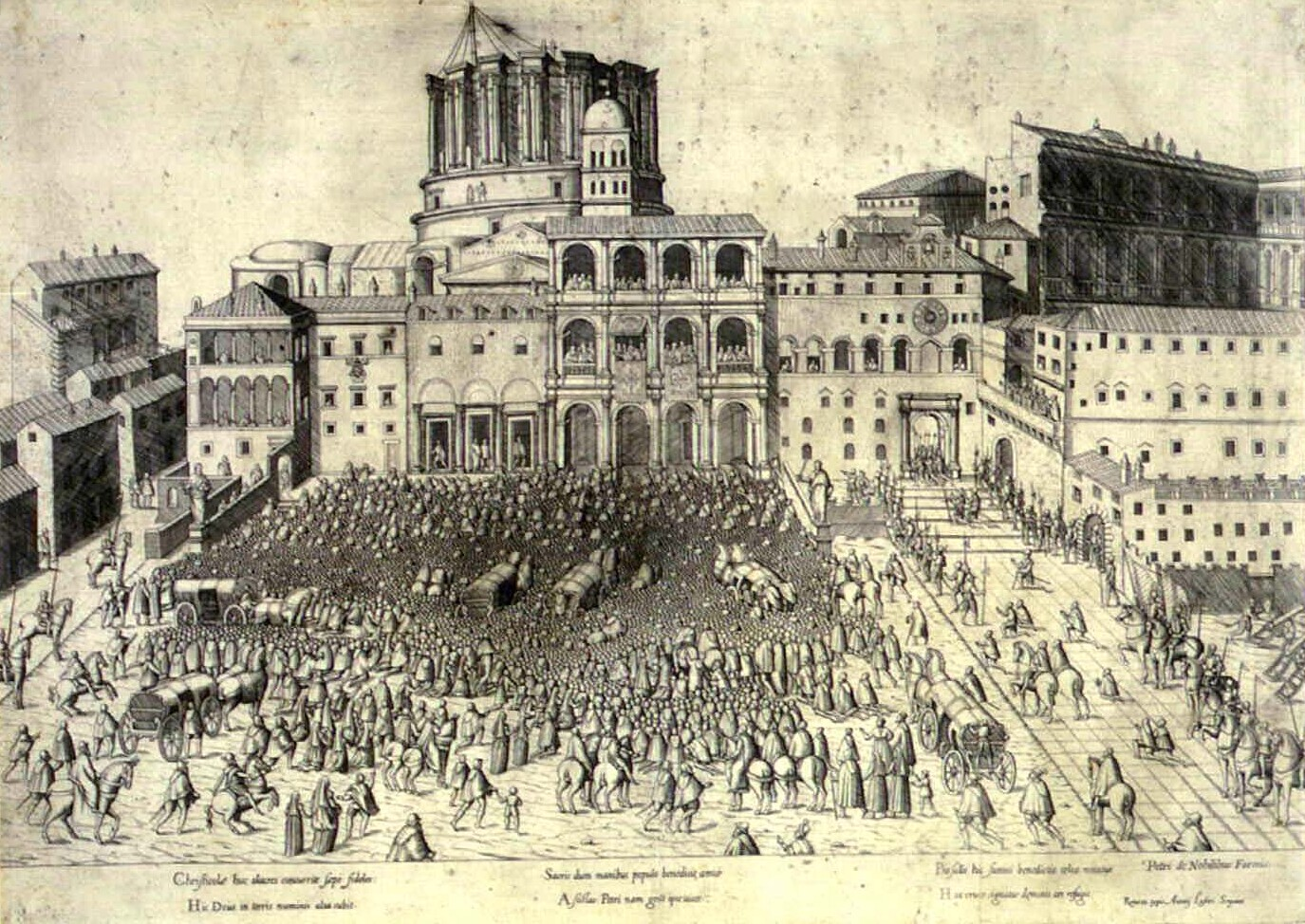
Construction du tambour du dôme.

Lorsque Michel-Ange prend la direction des travaux de la basilique, il doit nécessairement accepter les contraintes des structures construites par ses prédécesseurs, en premier lieu les piliers de la coupole et les arcs de liaison au-dessus, qui déterminaient le diamètre du chapeau. Michel-Ange Buonarroti, qui veut établir les formes générales de la basilique, commence la construction de secteurs apparemment disjoints de l'édifice : il part de l'abside du transept sud, qui est complété jusqu'au grenier, il construit les chapelles d'angle définissant le périmètre de la basilique et construit le tambour du dôme, assurant ainsi l'immuabilité des parties fondamentales de sa conception.
En 1549, est commencée la plinthe au-dessus de la corniche du tambour, qui est achevée en février 1552, comme l'assure le déjeuner offert par la « Fabbrica di San Pietro » aux ouvriers pour les célébrations de l'événement. Après la conclusion du ring, il faut esquisser le projet du tambour dans ses parties fondamentales. Sa construction commence en 1554 avec la fourniture de travertin structurel des carrières de Fiano Romano. Les travaux sont achevés après 1561, lorsque les derniers chapiteaux internes et externes des colonnes et les demi-pilastres des éperons radiaux sont contractés. En 1564, Michel-Ange confie la direction des travaux à Jacopo Barozzi da Vignola. La même année, à la mort de Michel-Ange, le tambour peut être considéré comme presque terminé jusqu'au sommet des éperons. Cependant, il semble établi que l'artiste, au cours de la dernière année de sa vie, a suivi la construction d'une travée de l'entablement au-dessus, qui a ensuite été achevée par Giacomo Della Porta.

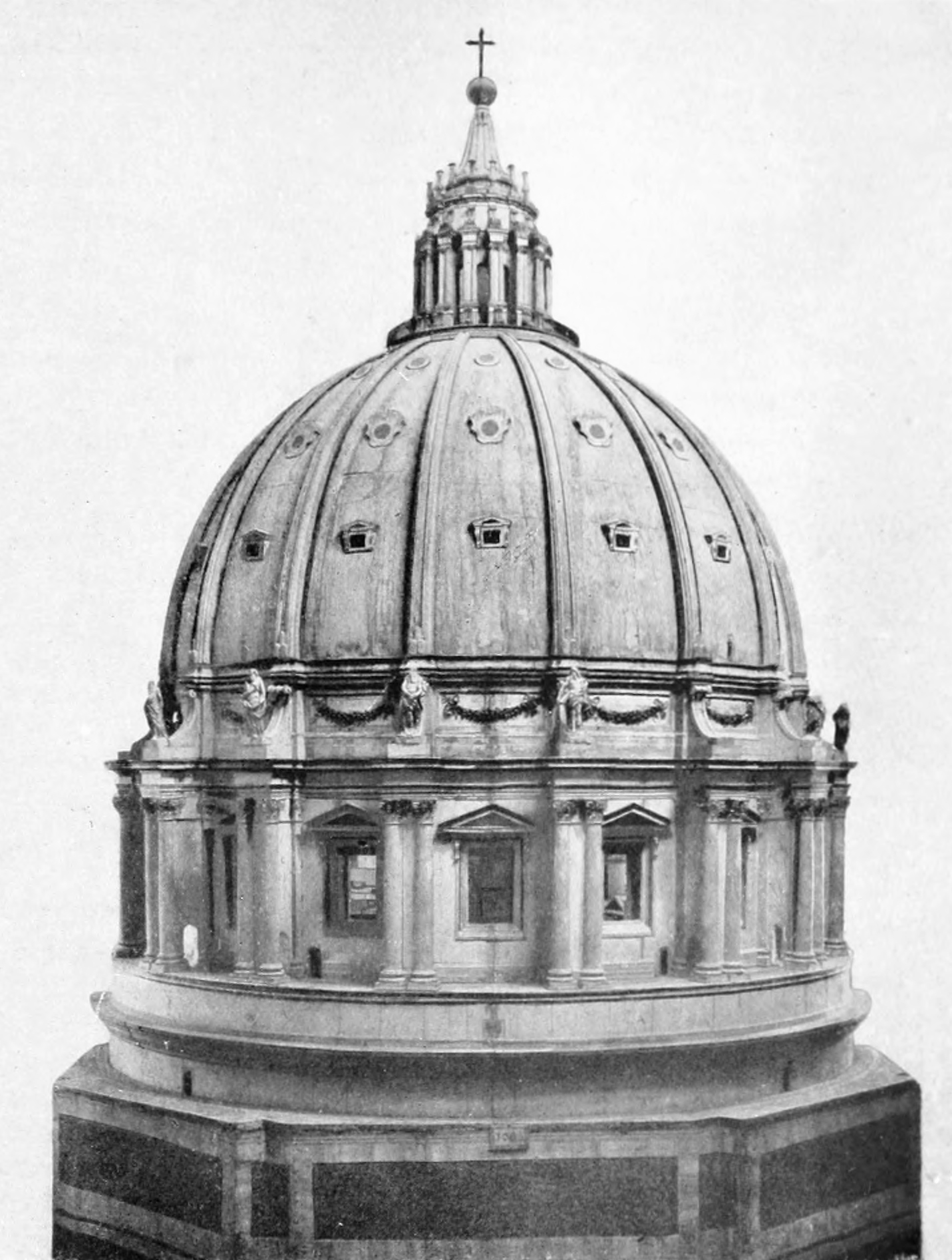
Maquette en bois du dôme.

Giacomo Della Porta, assisté de Domenico Fontana, est chargé d'achever le dôme le 19 janvier 1587, alors que 23 ans s'étaient écoulés depuis la mort de Michel-Ange. Les travaux, qui commencent en 1588, avec un grand déploiement d'hommes et de matériels, se déroulent rapidement : en 1590, la structure de la coupole est désormais définie et en 1593, sous le pape Clément VIII, le revêtement de la calotte externe en feuilles de plomb est installé.
Au cours de ce pontificat, une sphère en bronze doré est placée au sommet de la lanterne, surmontée de la croix créée par Sebastiano Torrigiani. Les dômes plus petits, sans fonction structurelle, placés autour du plus grand, remontent également à l'époque de Della Porta, dont la conception est vraisemblablement l'œuvre de Vignola et de Pirro Ligorio. Enfin, entre 1603 et 1612, les décorations intérieures sont réalisées, essentiellement en mosaïque d'après les cartons de Cavalier d'Arpin et de Giovanni De Vecchi.
Il faut souligner que Della Porta et Fontana n'étaient pas de simples exécutants des desseins de Michel-Ange. En fait, c'est à eux que revient le mérite de l'exécution technique d'une entreprise qui marque une phase importante du progrès technologique à la fin du XVIe siècle. Non seulement ils ont apporté un changement significatif à la courbure du dôme par rapport à la conception présumée de Michel-Ange, le rendant plus proche du modèle de Filippo Brunelleschi. Ils ont également inséré une série de chaînes dans la maçonnerie (en particulier dans la partie supérieure du dôme) pour contenir le poussées transversales exercées par la voûte. Ils ont utilisé des matériaux de haute qualité, articulant les dalles de travertin avec du plomb fondu. Ces caractéristiques ont permis au dôme de ne pas subir de dommages sérieux après le fort tremblement de terre de 1703. De plus, ils ont créé les nervures à l'aide de nervures en bois sophistiquées et ont conçu les détails techniques du dôme à l'échelle 1/1 directement sur le sol de la basilique Saint-Paul-hors-les-Murs.

### Les restaurations
Malgré les capacités incontestables de Giacomo Della Porta et de Domenico Fontana, ce dernier étant probablement le meilleur ingénieur de l'époque, sont apparus au moment du démantèlement de la structure des problèmes statiques qui, au fil du temps, ont obligé à réaliser divers travaux de rénovation et de consolidation. Les premières perturbations documentées remontent à 1603, mais dans les années 1730, la situation commence à empirer. Au fil du temps, un grand nombre de mathématiciens, d'architectes et de techniciens sont consultés, mais sans résultats concrets.
Ce n'est que dans la première moitié du XVIIIe siècle, face aux rumeurs d'un possible effondrement de la coupole, que le pape Benoît XIV charge l'ingénieur Giovanni Poleni d'étudier l'état de dégradation de la coupole et comment y remédier. Poleni mène des inspections et des études approfondies en 1743, publiant un traité sur le sujet à Padoue en 1748, également accompagné d'une sélection d'opinions antérieures d'autres chercheurs, dont Lelio Cosatti (it). Entre 1743 et 1748, Poleni insère plusieurs chaînes de fer, notamment dans le tambour et dans la partie inférieure de la coupole, déterminant la section et l'emplacement idéal grâce à des calculs théoriques et une série d'expériences. Les travaux sont ensuite réalisés sous la direction de l'architecte Luigi Vanvitelli, qui occupe à l'époque le poste d'Architetto della Reverenda Fabbrica (« architecte de la révérende construction »).
Les restaurations ultérieures, réalisées entre le XIXe siècle et le XXe siècle, concernèrent essentiellement la reconstruction du revêtement en tôle de plomb de la coupole et de la lanterne (1870-1875). Juste au sommet de la lanterne, un paratonnerre avait déjà été érigé en 1809. Après 1929, les contreforts radiaux de la coupole, qui présentaient plusieurs lésions, sont en partie démolis et reconstruits sous la direction de l'architecte Luca Beltrami. Dans les années 1940, la rupture de l'architrave d'une grande fenêtre dans le tambour a obligé l'ingénieur Nicolosi à insérer un cadre en acier capable de décharger les forces sur la partie la plus extérieure du compartiment fenêtre. Cette opération est ensuite étendue à toutes les ouvertures du tambour.
Le 2 septembre 2019, avec le montage de l'échafaudage, commence la restauration du tambour de la coupole, à l'issue de laquelle sera achevée la restauration de toutes les élévations extérieures de la basilique. Cependant, cette intervention soulève alors des inquiétudes quant à la méthode d'ancrage de l'échafaudage à la maçonnerie du tambour, avec les tubes d'acier directement fixés au travertin et la formation conséquente de centaines de trous.

## Description

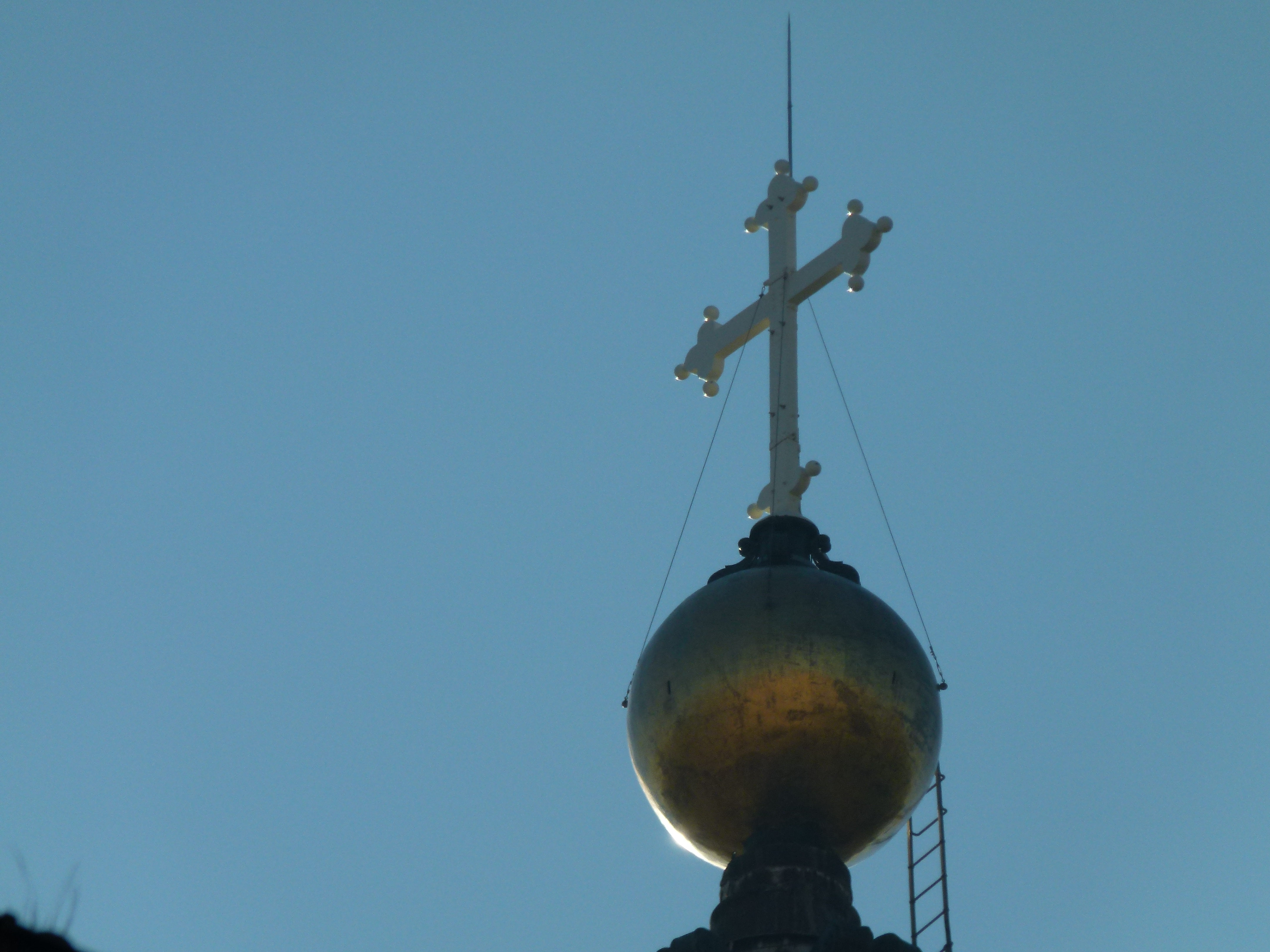
La sphère au dessus de la coupole de la basilique.

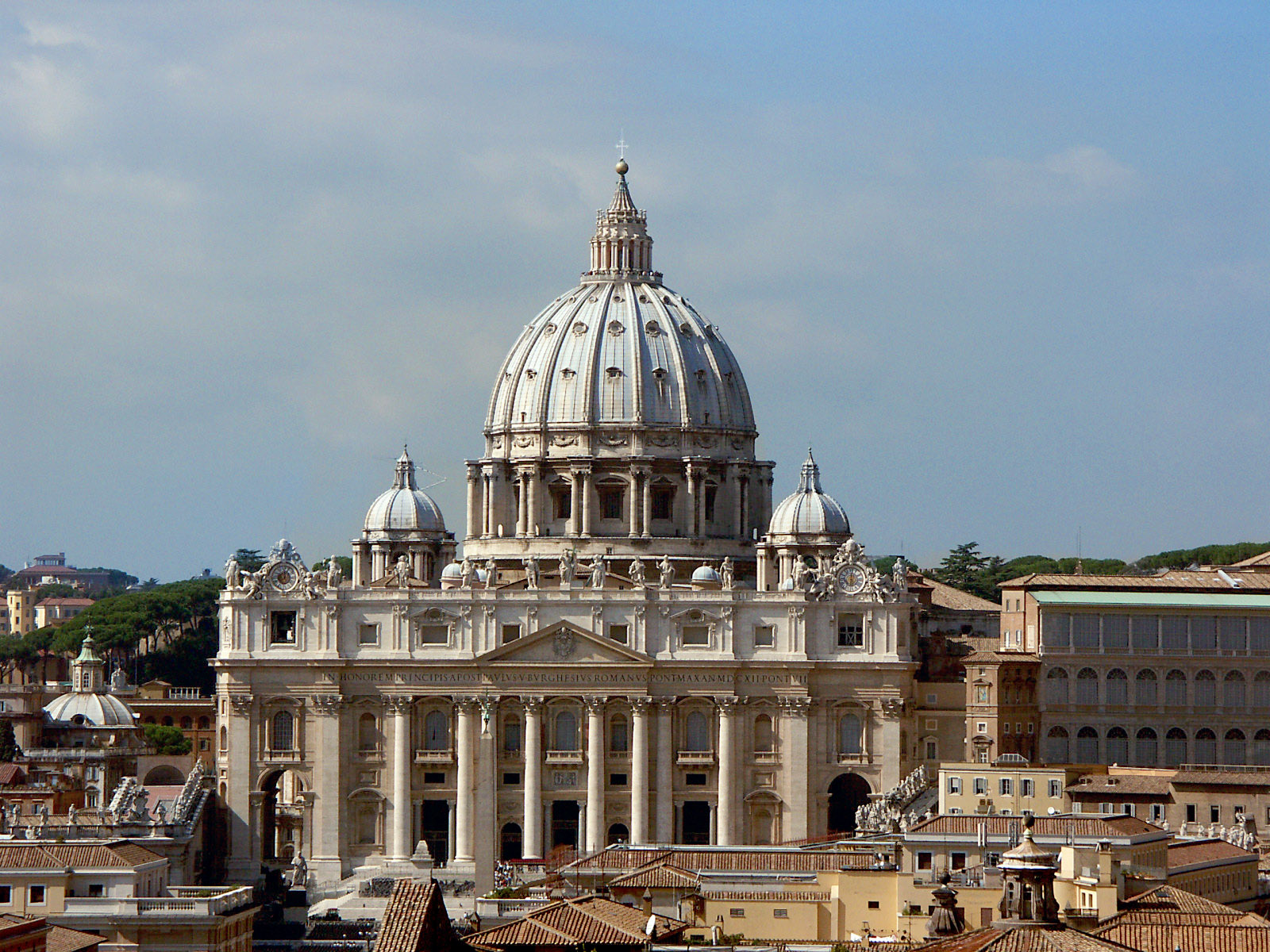
La basilique Saint-Pierre et son immense dôme vus du château Saint-Ange.

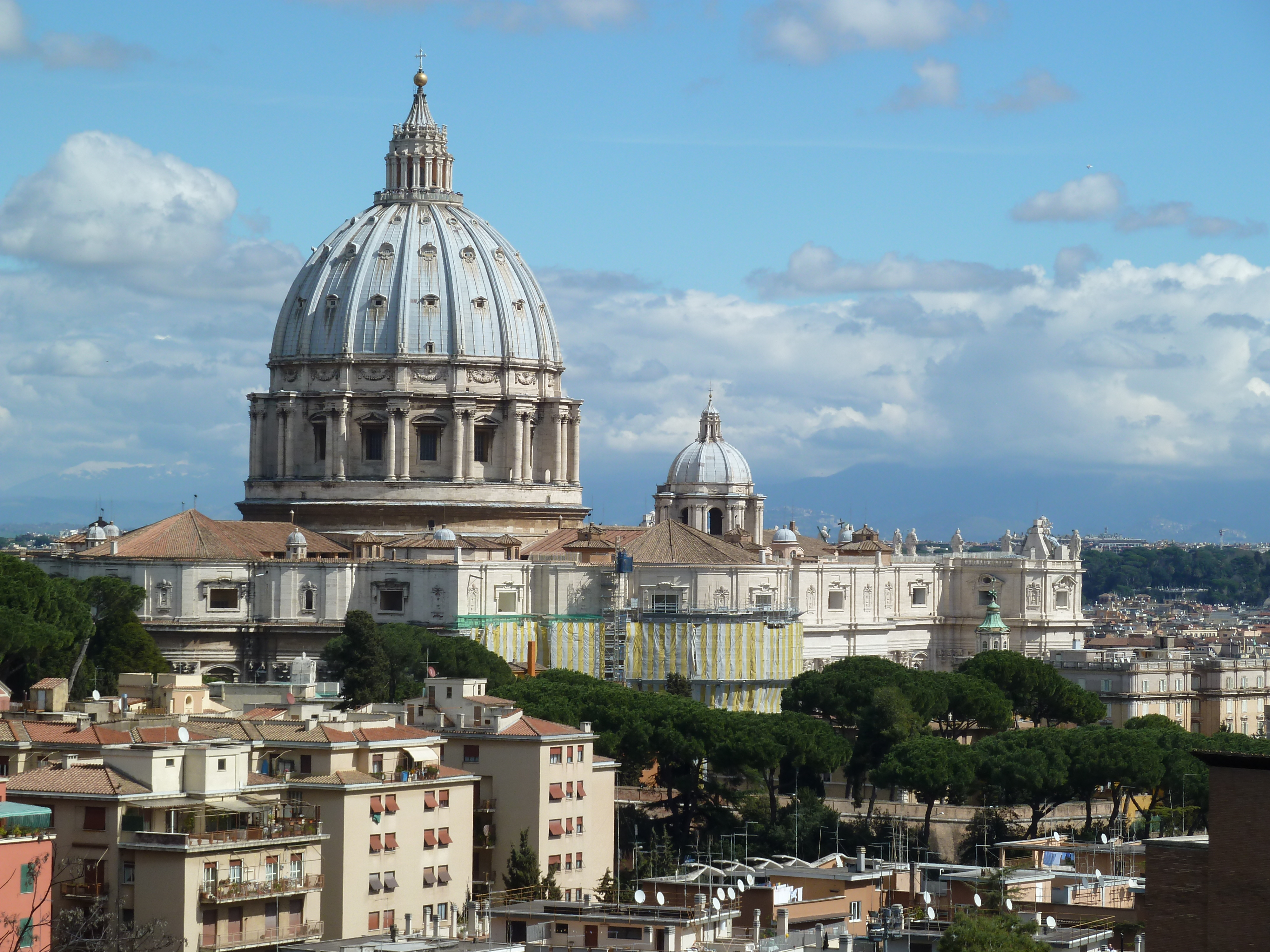
Vue de la basilique et du dôme.

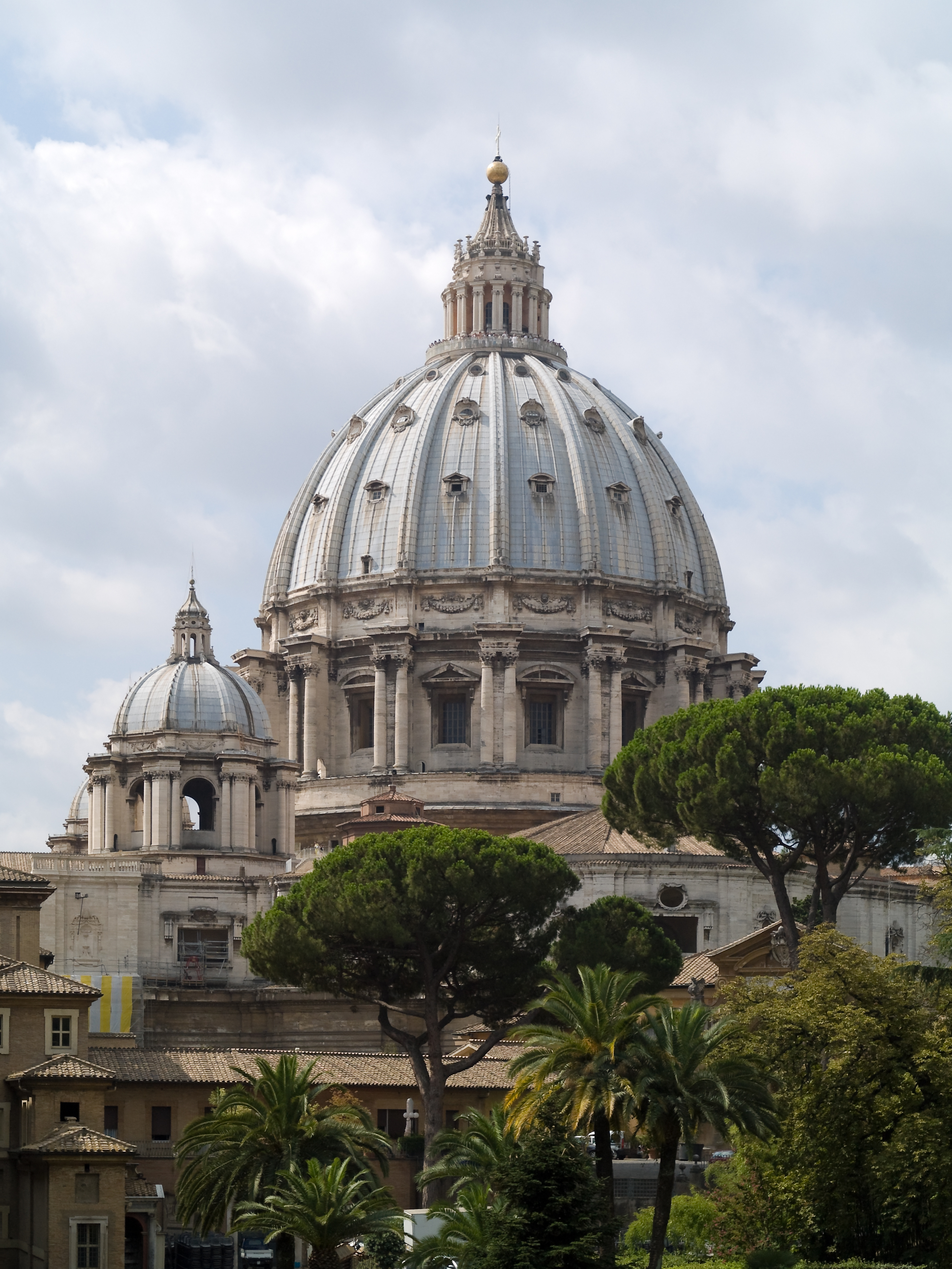
Le dôme à double coque vu d'une galerie des musées du Vatican : le tambour aux colonnes géminées qui prolongent les nervures, est percé de seize fenêtres dotées alternativement d’un fronton triangulaire ou à segments ; l'attique est orné en guirlandes ; la calotte est percée de trois rangées de lucarnes.

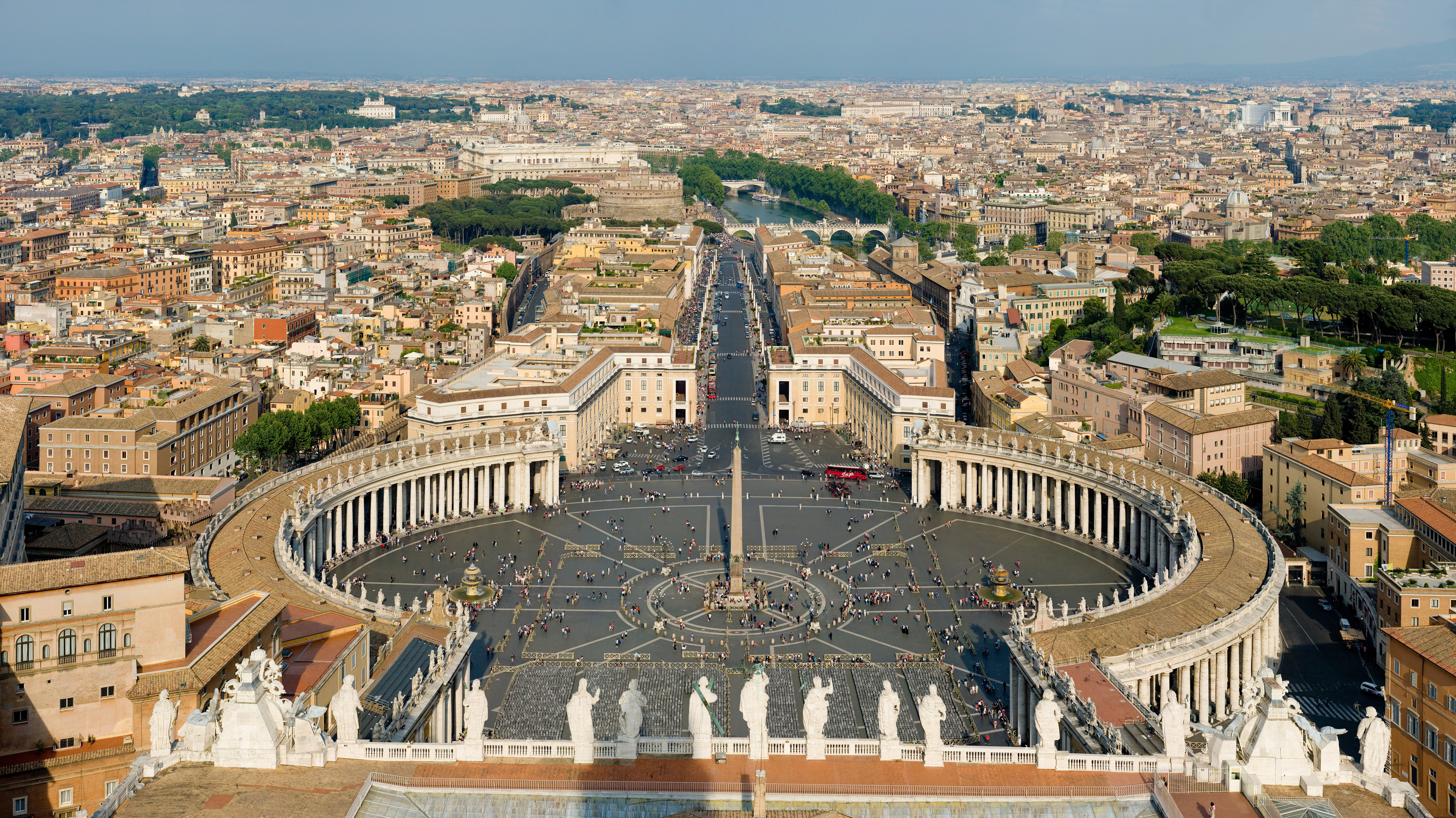
La chaîne des Apennins, Rome et la place Saint-Pierre vues du haut de la coupole de la basilique Saint-Pierre.

La coupole de Saint-Pierre est le symbole de la basilique vaticane. Il se trouve à l'intersection de la nef principale avec le transept, à la verticale du colossal baldaquin du Bernin et de l'accès au Tombeau de Pierre. La structure est soutenue par quatre piliers colossaux, si imposants que chacun d'eux pourrait contenir l'église Saint-Charles-aux-Quatre-Fontaines. Leur structure définitive a été créée sous la direction de Gian Lorenzo Bernini. Les niches au niveau du sol abritent les imposantes statues en marbre de Sainte Véronique (pilier sud-ouest), Sainte-Hélène (nord-ouest), Saint André (sud-est) et Saint Longin (nord-est), cette dernière réalisée directement par le Bernin lui-même. Au-dessus des niches, par des escaliers hélicoïdaux, on accède à quatre loggias, où, sur un fond de faux nuages, émergent un total de huit des douze colonnes torsadées de l'ancienne basilique constantinienne. Au sommet des piliers se trouvent quatre arcs en plein cintre, avec des panaches associés.
Le tambour, qui mesure environ 42 mètres de diamètre intérieur et a une épaisseur moyenne de 3 mètres, est formé d'une base sur laquelle sont posés 16 contreforts radiaux qui délimitent le même nombre de fenêtres rectangulaires aux pignons courbes et triangulaires alternés. À l'extérieur, les éperons sont protégés par des colonnes jumelées surmontées de chapiteaux corinthiens et un haut entablement à cadres moulurés. Plus haut, se trouve un grenier orné de festons végétaux. 16 nervures partent des contreforts, d'une épaisseur variant entre 2 et 5 mètres, qui se terminent par la lanterne. À la base de chaque nervure sont sculptées les trois montagnes des armoiries du pape Sixte V.
Le dôme a une structure à double calotte : la calotte interne, d'environ deux mètres d'épaisseur, a une fonction porteuse, tandis que la calotte externe, recouverte de feuilles de plomb, est réalisée pour protéger la première et a une épaisseur d'environ un mètre. Le sentier qui permet d'accéder au sommet serpente entre ces deux calottes. Une série de lucarnes proto-baroques permet un éclairage naturel de cette cavité. La lanterne, qui reprend le thème des colonnes jumelées des contreforts, est surmontée d'une série de bougeoirs et est fermée, au-delà de la pointe concave, par une boule surmontée d'une croix.
La sphère, en bronze mais laminé d'or, était accessible aux visiteurs jusqu'au milieu du XXe siècle. En 2005, Lors des derniers travaux d'entretien et de polissage, on a découvert le souvenir de la fin des travaux d'installation, indiqué par la date 1593 sous la signature latine de l'architecte Giacomo Della Porta.
À l'intérieur, dans les cercles des quatre plumes qui soutiennent la coupole, sont représentés les quatre évangélistes, exécutés en mosaïque d'après les cartons de Cesare Nebbia et Giovanni De Vecchi. Les côtés sont décorés d'anges de Cesare Roncalli. Dans la bande entre les plumes et le tambour sont imprimées les paroles de Jésus à Pierre tirées de l'Évangile selon Matthieu : TU ES PETRUS ET SUPER HANC PETRAM AEDIFICABO ECCLESIAM MEAM - ET TIBI DABO CLAVES REGNI CAELORUM (« Tu es Pierre et sur ce rocher, je bâtirai mon Église […] et je te donnerai les clés du Royaume des cieux »).

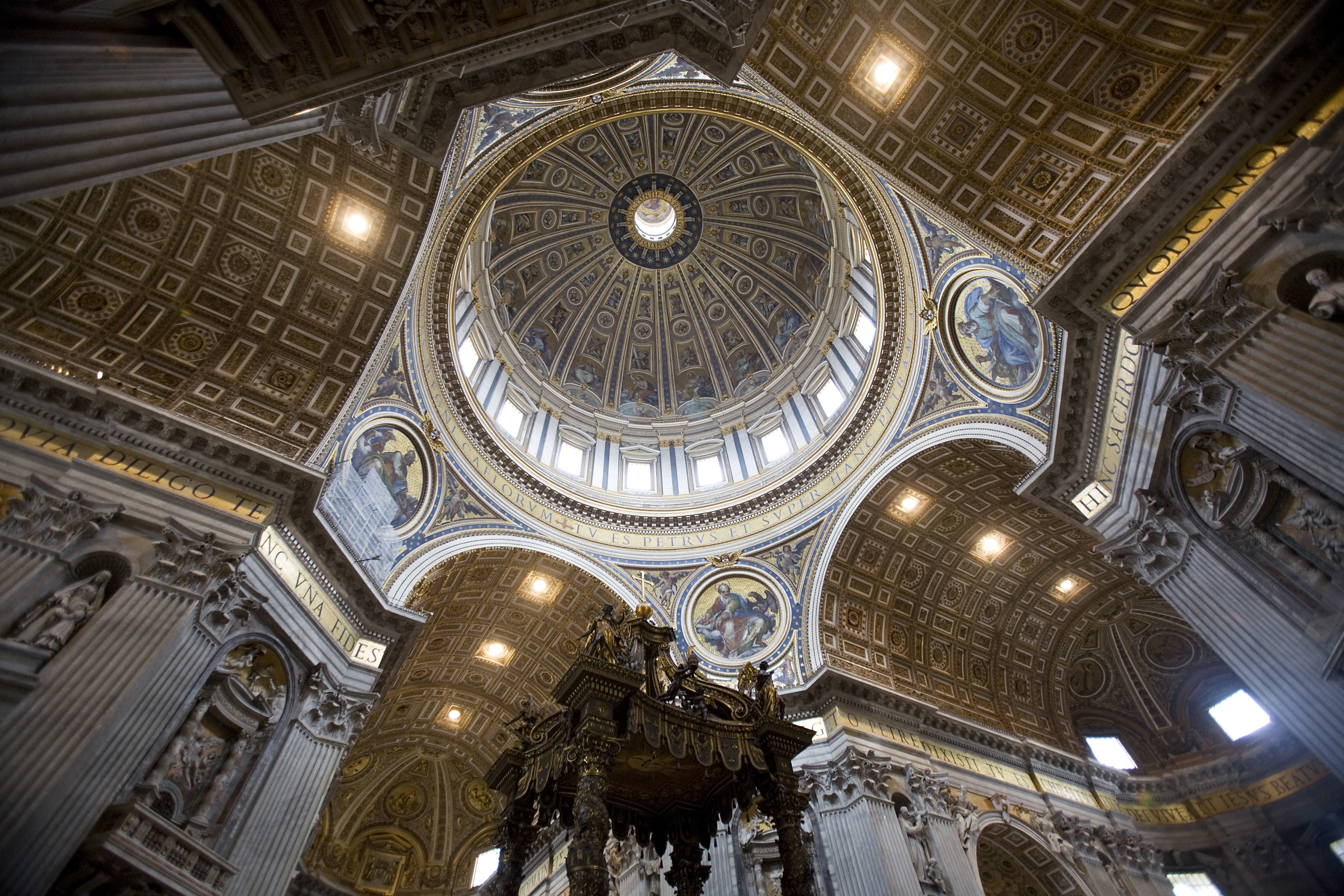
Intérieur du dôme.

Plus haut, au-delà des grandes fenêtres délimitées par des pilastres appariés, la surface de la coupole est marquée par le rythme des nervures, avec 96 figures enfermées dans des fonds trapézoïdaux et ronds. L'appareil ornemental est centré autour de l'oculus lumineux de la lanterne, où est représenté, entouré de huit têtes d'anges, Dieu le Père. Dans l'anneau interne fermant la lanterne il y a l'écriture : S. PETRI GLORIAE SIXTUS PP. V. A. MDXC PONTIF. V (« À la gloire de saint Pierre, le pape Sixte V, en l'an 1590, cinquième de son pontificat »). Du haut vers la base, en trois cercles, est distribué un chœur d'anges : les Séraphins, réalisés en stuc par Rocco Solaro avec des têtes dorées et des ailes blanches ; les Chérubins, aux têtes dorées entourées d'ailes bleues sur fond doré et étoilé ; dans le cercle inférieur, il y a encore des anges en prière, soutenus par des nuages. Le cercle suit avec Jésus-Christ, Marie, Jean-Baptiste, saint Paul et les douze apôtres. Dans les lunettes à la base se trouvent des images à mi-longueur d'évêques et de patriarches.
Les anges et les chérubins sont de Cristoforo Roncalli et du Cavalier d'Arpin. Ce dernier a traduit le programme iconographique en soixante-cinq cartons. Parallèlement à la création des modèles, la transposition en mosaïque a été réalisée avec des artistes tels que Cesare Torelli, Donato Parigi, Ranuccio Sempervivo et Rosario Parasole. Les papes et les saints sont de Giovanni Guerra et Cesare Nebbia. Les décorations entre les 16 parties sont quant à elles de Cristoforo Roncalli. Marcantonio Bosco a conçu l'architrave, la frise et les cadres, tandis qu'Ercole da Fano a réalisé l'oculus de la lanterne. Orazio Gentileschi a également participé aux travaux.

### Dimensions
| Poids total : environ 14 000 tonnes                                                                                 |
| Hauteur extérieure (du niveau de la route jusqu'au sommet de la croix) : 133,30 m (136,57 m selon d'autres sources) |
| Hauteur intérieure (du sol au toit de la lanterne) : 117,57 m                                                       |
| Diamètre extérieur : 49,00 m; 58,90 m maximum                                                                       |
| Diamètre intérieur : 41,55 m (42,56 m selon d'autres sources)                                                       |
| Nombre de marches pour gravir le dôme : 551                                                                         |
| Hauteur de la lanterne : 18 m (17 m selon d'autres sources)                                                         |

## Profil architectural

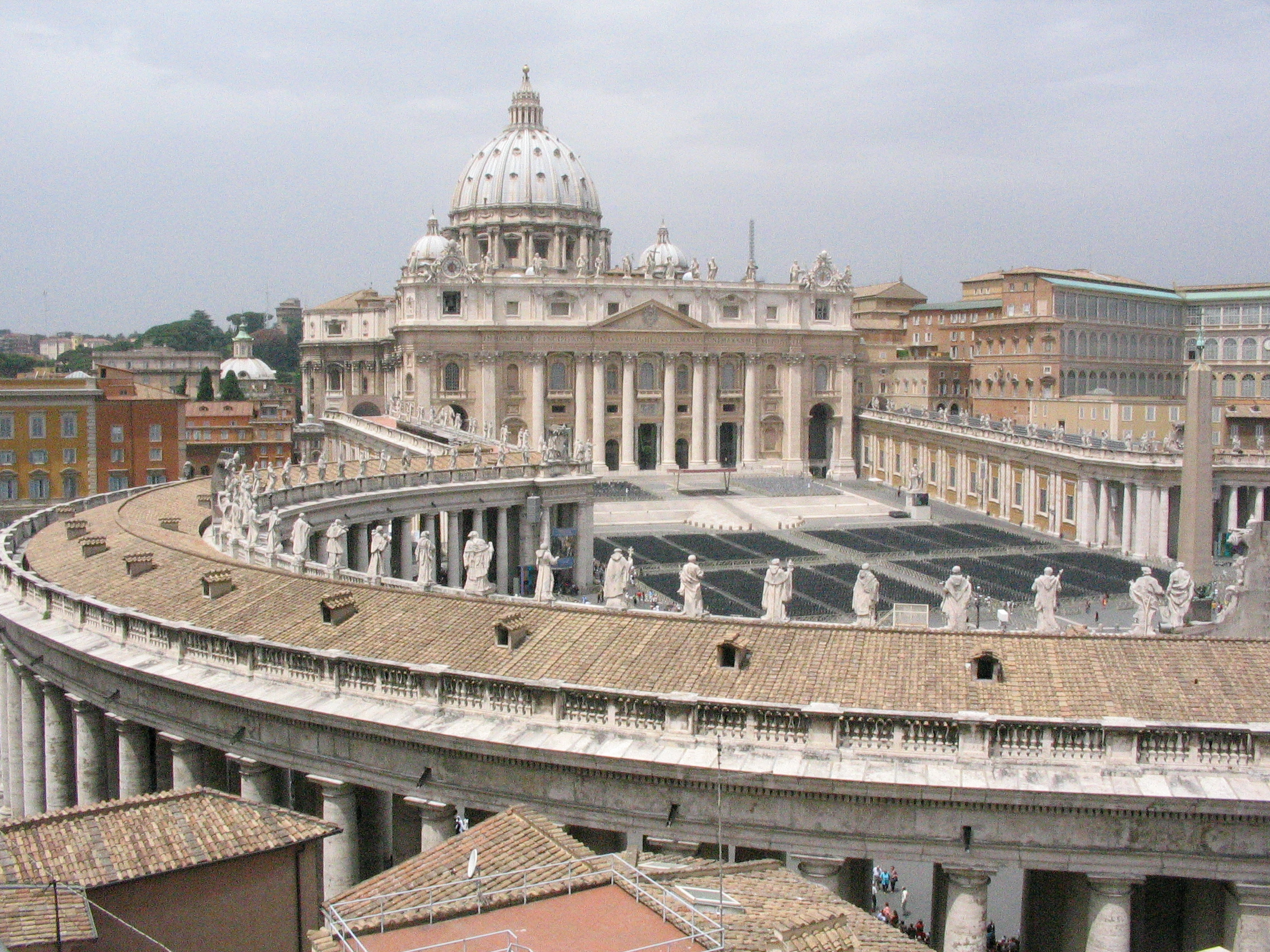
La colonnade du Bernin, la basilique Saint-Pierre du Vatican et la coupole de Saint-Pierre.

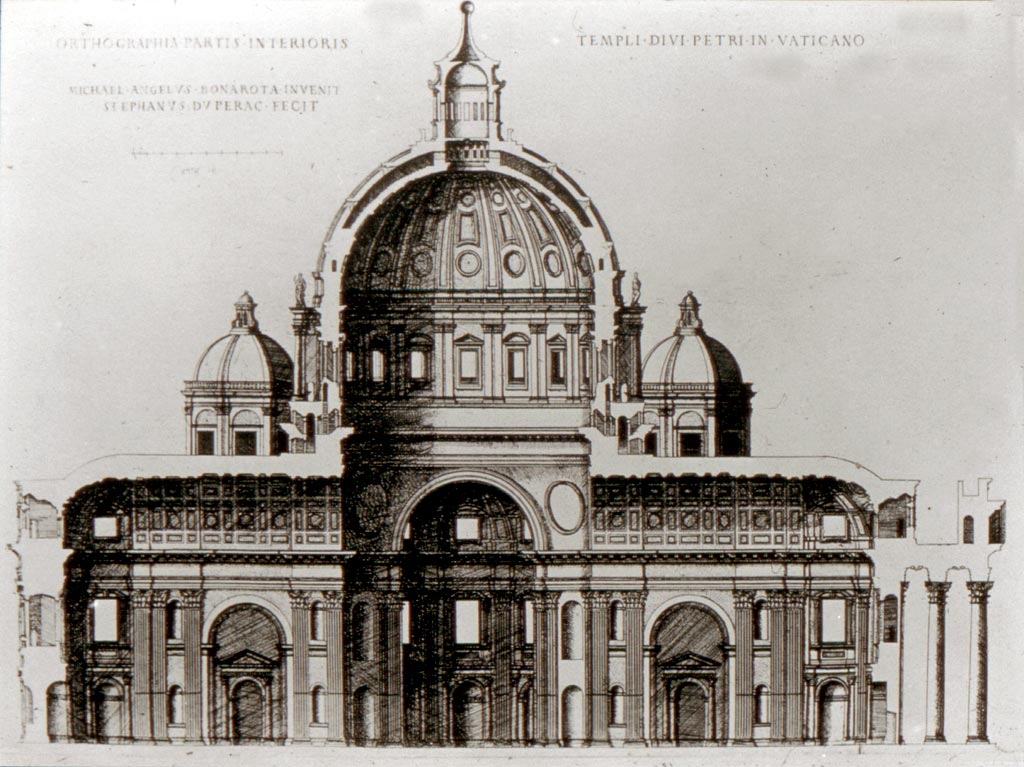
Reconstitution du projet de Michel-Ange : coupe longitudinale.

D'un point de vue architectural, la coupole de la basilique Saint-Pierre est une révision, dans des formes « Renaissance » très personnelles, du projet essentiellement gothique de Filippo Brunelleschi pour la coupole de Santa Maria del Fiore. Cependant, sa puissante impulsion n'est pas maniériste, mais tend déjà vers le baroque.
La conception de Michel-Ange pour la basilique Saint-Pierre du Vatican aurait créé une masse unique, compacte et organique. Cependant, au début du XVIIe siècle, le pape Clément VIII confie la direction du bâtiment à Carlo Maderno, qui est alors chargé d'ajouter au plan central de Michel-Ange un corps longitudinal composé de trois travées. L'intervention de Maderno, qui remporte également le concours pour la façade en 1607, modifie radicalement le projet de Michel-Ange et fait adopter à la basilique un plan en croix latine, atténuant également l'impact de la coupole sur la place devant. Au XXe siècle, avec la construction de la controversée Via della Conciliazione, la masse du dôme et de la basilique sont encadrées au pied d'un long axe routier droit. Ainsi, la scénographie baroque conçue par Gian Lorenzo Bernini pour mettre en valeur la masse de la façade et de la coupole à travers des vues suggestives et toujours nouvelles depuis la place a été détruite.
Le Corbusier a écrit :

« La façade elle-même est belle, mais elle n'a aucun rapport avec le dôme. La véritable fonction du bâtiment était le dôme : il était caché ! Le dôme avait un rapport cohérent avec les absides : elles étaient cachées. Le Corbusier 1958, p. 137 »

Néanmoins, la coupole de la basilique Saint-Pierre a servi de modèle à d'autres créations similaires. Par exemple, le thème des colonnes jumelles du tambour a été repris, au cours du XVIIe siècle, dans la coupole de la basilique romaine de Sant'Andrea della Valle. On pense que Saint-Pierre a également été une inspiration pour le dôme de Santa Maria della Salute à Venise, et les dômes à calottes séparées que l'on trouve à la cathédrale Saint-Paul de Londres (par Christopher Wren) et au Panthéon de Paris (par Jacques-Germain Soufflot), deux des plus grands exemples.